# Artemiy Ivanovich Vorontsov

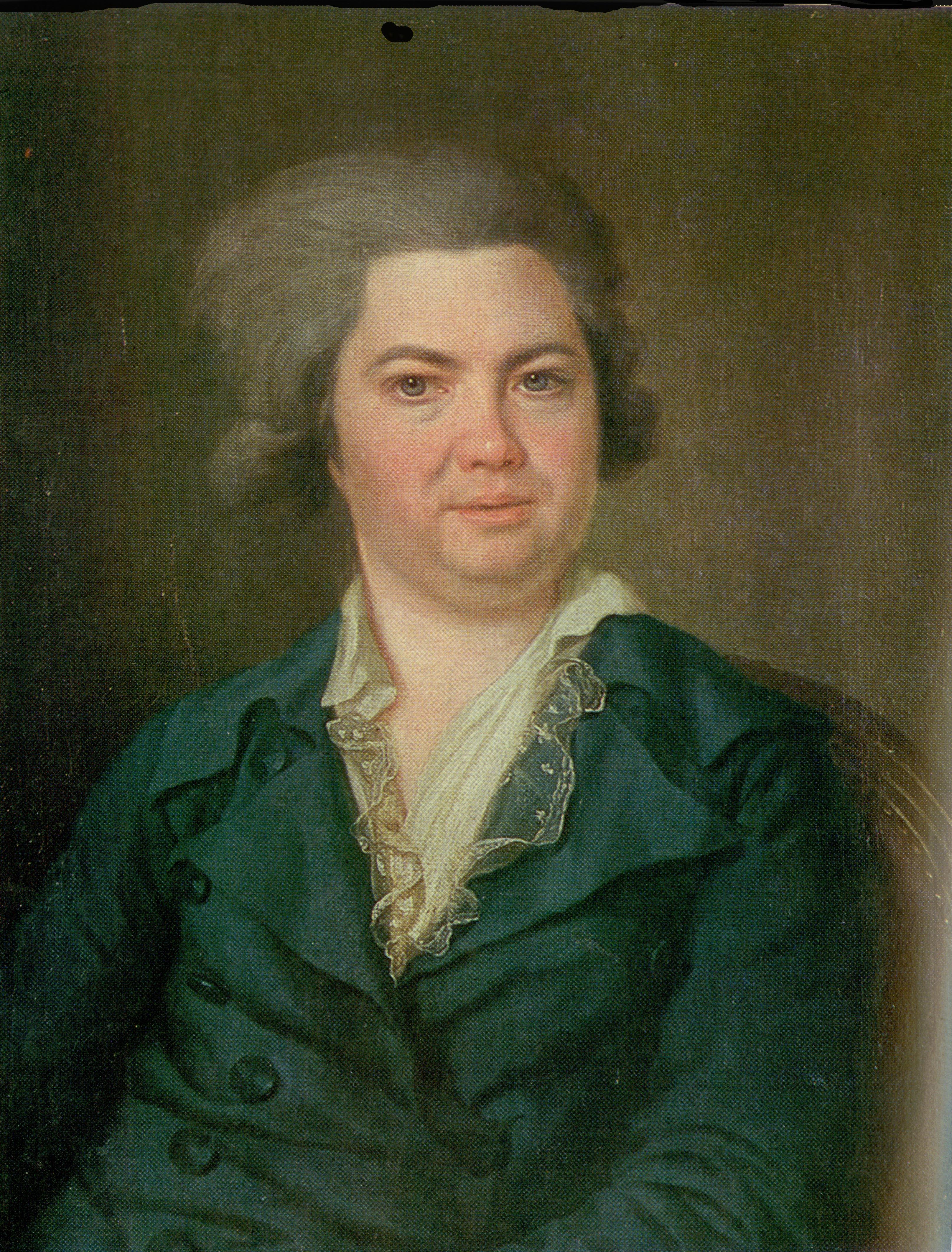
Conde Artemiy Vorontsov (finales de la década de 1780) por Dmitry Levitzky

El conde Artemiy Ivanovich Vorontsov (en ruso: Артемий Иванович Воронцов; 1748-1813) era un noble del Imperio ruso. Fue senador, Consejero Privado Activo, y propietario de la finca de Voronovo, además de padrino de Alexander Pushkin.

## Biografía
Artemiy Ivanovich Vorontsov nació en 1748 en la noble familia Vorontsov. Su padre, Iván Ilariónovich Vorontsov (1719-1786), y sus hermanos, eran condes del Sacro Imperio Romano, y también desempeñaron un papel destacado en el servicio público y en la corte. Los tíos de Artemiy, el canciller de estado Mijaíl Ilariónovich Vorontsov y el general-jefe Roman Vorontsov, alcanzaron los rangos y puestos más altos en el servicio civil.
Artemiy Ivanovich se alistó en el Regimiento de caballos de salvavidas. Fue ascendido de sargento mayor a corneta en el mismo regimiento el 16 de abril de 1765. Más tarde, Catalina la Grande le otorgó el rango de junker de cámara el 15 de agosto de 1773. Inicialmente, Vorontsov siguió figurando en el regimiento, pero un mes después fue destituido a petición propia, con el grado de segundo capitán el 10 de septiembre. A partir de ese momento estuvo en el servicio judicial.
A Vorontsov se le concedió el rango de chambelán pleno en 1783. Tres años más tarde, Catalina la Grande lo nombró miembro de la Comisión de Comercio, cuyo papel principal fue desempeñado por su primo Alexander Vorontsov.
Más tarde, Artemiy Vorontsov fue nombrado senador el 22 de septiembre de 1792. En esta capacidad, estaba en el servicio en el momento de la ascensión al trono del Emperador Pablo I de Rusia.
En su coronación el 5 de abril de 1797, Pablo I de Rusia elevó a Artemiy Vorontsov y sus primos (Semyon Vorontsov y A. R. Vorontsov) a la dignidad del conde del Imperio ruso. Artemiy Vorontsov fue nombrado Consejero Privado Activo el 28 de octubre de 1798 y pocos días después recibió la Orden de Santa Ana el 8 de noviembre.

## Familia
Artemiy Vorontsov se casó con Praskovya Fyodorovna Kvashnina-Samarina (1749-1797) en 1773. Era hija del presidente del magistrado jefe, el actual Consejero de Estado Fyodor Petrovich Kvashnin-Samarin (1704-1770) y Anna Yuryevna Rzhevskaya (1720-1781) (de familia Rzhevsky), la hermana de Sarah Yuryevna Rzhevskaya, la bisabuela de Alexander Pushkin. Praskovya Fyodorovna era una tía abuela del poeta. Artemiy Ivanovich Vorontsov fue su Padrino en el bautismo el 8 de junio de 1799 en la Catedral de la Epifanía de Moscú.

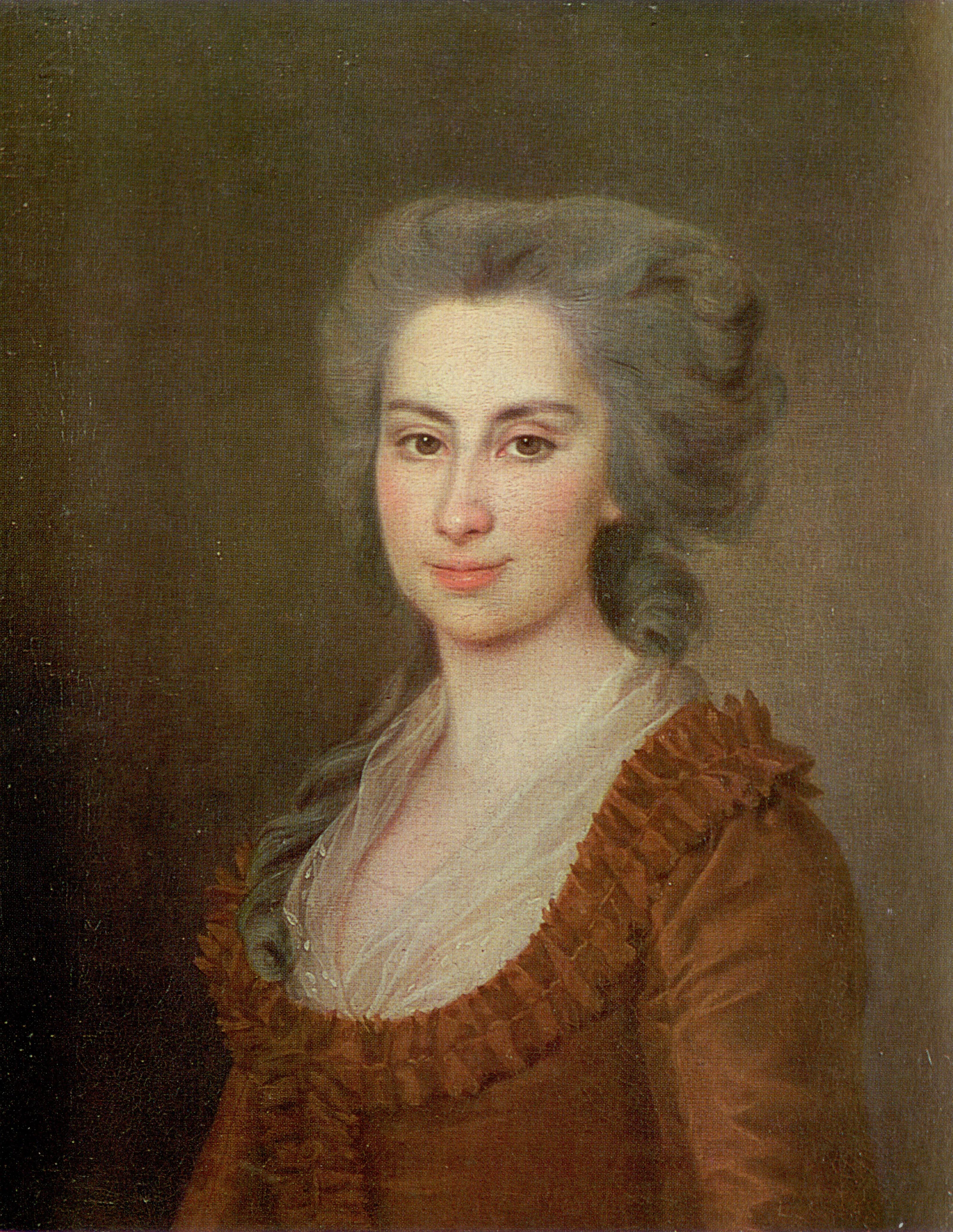
Condesa Praskovya Vorontsova (finales de la década de 1780) por Dmitry Levitzky

Artemiy y Praskovya tuvieron cinco hijos:
- Maria Artemevna Vorontsova (1776-1866), dama de honor de la emperatriz Sofía Dorotea de Wurtemberg. Se mudó a Italia en la década de 1820 y se convirtió al catolicismo. María murió en Florencia en 1866.
- Anna Artemevna Buturlina (née Vorontsova; 1777–1854), era prima segunda de M. A. Gannibal, pariente de Abram Gannibal. Anna se casó con su primo segundo, el conde Dmitry Petrovich Buturlin en 1793. Se mudó a Italia con su familia en 1817 y vivió allí hasta el final de sus días. Se convirtió al catolicismo. Anna fue enterrada en Florencia.
- Alexey Artemevich Vorontsov (1777 -?),
- Ekaterina Artemevna Vorontsova (1780-1836), dama de honor a Juliana de Sajonia-Coburgo-Saalfeld.
- Praskovya Artemevna Vorontsova (1786-1842).